# Eduardo Chirinos
Eduardo Alejandro Chirinos Arrieta (1960 – 17 de fevereiro de 2016) foi um poeta e professor de literatura peruano da Universidade de Montana, Estados Unidos.

## Biografia
Eduardo Chirinos nasceu em Lima, em 1960. Ele estudou linguística hispânica, adquirindo um grau de bacharel da Pontificia Universidad Católica del Perú, e um PhD em literatura.
Foi professor do Departamento de Línguas e Literaturas Modernas e Clássicas da Universidade de Montana, Estados Unidos, especializada em literatura latino-americana, o Modernismo, Vanguardismo, literatura espanhola e latino-americana contemporânea e poesia.